# Araeolampas hastata
Araeolampas hastata is een zee-egel uit de familie Maretiidae.
De wetenschappelijke naam van de soort werd in 1898 gepubliceerd door Alexander Agassiz.